# Baie-Johan-Beetz
Baie-Johan-Beetz è un villaggio del Canada, situato nella provincia del Québec, nella regione di Côte-Nord.